# Panellus pyrulifer
Panellus pyrulifer är en svampart som beskrevs av Corner 1986. Panellus pyrulifer ingår i släktet Panellus och familjen Mycenaceae.   Inga underarter finns listade i Catalogue of Life.